# Article 6 du traité sur l'Union européenne
 (décembre 2016).
Si vous disposez d'ouvrages ou d'articles de référence ou si vous connaissez des sites web de qualité traitant du thème abordé ici, merci de compléter l'article en donnant les références utiles à sa vérifiabilité et en les liant à la section « Notes et références ».
L’article 6 du traité sur l'Union européenne fait partie du Titre I : « Dispositions communes ».

## Disposition
L'article 6 dispose :

« 1. L'Union reconnaît les droits, les libertés et les principes énoncés dans la Charte
des droits fondamentaux du 7 décembre 2000, telle qu'adaptée le 12 décembre 2007 à Strasbourg,
laquelle a la même valeur juridique que les traités.
Les dispositions de la Charte n'étendent en aucune manière les compétences de
l'Union telles que définies dans les traités.
Les droits, les libertés et les principes énoncés dans la Charte sont interprétés
conformément aux dispositions générales du titre VII de la Charte régissant
l'interprétation et l'application de celle-ci et en prenant dûment en considération les
explications visées dans la Charte, qui indiquent les sources de ces dispositions.
2. L'Union adhère à la Convention européenne de sauvegarde des droits de
l'Homme et des libertés fondamentales. Cette adhésion ne modifie pas les
compétences de l'Union telles qu'elles sont définies dans les traités.
3. Les droits fondamentaux, tels qu'ils sont garantis par la Convention européenne
de sauvegarde des droits de l'Homme et des libertés fondamentales et tels qu'ils
résultent des traditions constitutionnelles communes aux États membres, font
partie du droit de l'Union en tant que principes généraux. »